# Populus tianschanica
Populus tianschanica är en videväxtart som beskrevs av V. Tkatschenko.. Populus tianschanica ingår i släktet popplar, och familjen videväxter. Inga underarter finns listade i Catalogue of Life.